# レイム音楽祭虐殺事件
レイム音楽祭虐殺事件（レイムおんがくさいぎゃくさつじけん）は、2023年パレスチナ・イスラエル戦争が勃発した2023年10月7日にレイムで行われていた音楽祭がガザからイスラエルに侵攻したハマス戦闘員の攻撃を受けた事件。犠牲者の全貌は不明ながら8日時点で250人以上の遺体が収容されており、負傷者も多数にのぼっている。その後、イスラエル警察は事件による犠牲者が少なくとも364人に上るとの見方を示している。

## 概要
この音楽祭はスーパーノヴァという名称でレイム近郊のネゲブ砂漠で行われており、イスラエルの仮庵の祭りと期を同じくして行われたものであった。この催しは前日の午後11時に始められて夜を徹して行われており、イスラエルの様々な地域から20代から40代までの数千人を集めていた。イスラエル警察が拘束したハマース戦闘員の供述によると、ハマース側は当初このイベントの存在を知らなかった。
参加者の一人はBBCに対して、電気が落とされたあと「50名のテロリストがバンに乗って現れ」、「四方八方に乱射した」と述べた。参加者の一部が車に乗って避難を始めると、銃撃者たちが群乗したジープがその車に発砲し始めた。灌木の茂みに隠れた者もいたが、戦闘員が木を一本一本回って銃撃し殺害された。
イスラエル外務省が襲撃の直後に公開した写真には、祭りの会場に横たわる数十の遺体が写されており、結束バンドで縛られひどく焼損した遺体の写真もあった。別の動画の中で、ハマスはドイツ国籍を持つタトゥーアーティストの女性の傷ついたほぼ裸の遺体をピックアップトラックの荷台に乗せて見せびらかすように走行した。群衆が騒然とする中で、テロリストの一人が遺体に唾を吐く場面もあった。さらに、ソーシャルメディアで出回った動画には、不特定多数の祭りの参加者が拉致される様子が写されていた。行方不明者の家族や知人が攻撃発生後に被害者の情報を求めソーシャルメディアに次々に投稿している。

## イスラエル側の対応
イスラエル警察は当日の6時22分に最初の通報を受けて警察官を出動させたが、この時点では「数十人のテロリストの侵入」との情報を受けており、実際の事件の規模や侵入した戦闘員の数（「少なくとも1000人以上」とされる）を把握していなかった。その後15時30分に治安部隊が音楽祭の会場を封鎖したが、この時点で事件発生から9時間以上たっていた。

## 結果
初期分析ではハマース戦闘員の襲撃による死者は250人以上とされていたが、その後のイスラエル警察による捜査の結果少なくとも364人（うち警察官17人）が死亡、40人がガザ地区に人質として拉致されたことが判明した。2023年11月時点で、この事件は10月7日のハマースによるイスラエル各地での攻撃・虐殺の中でも最大の被害を出した事案となっている。
また、この事件で人質として拉致されたドイツ系イスラエル人の女性が、ガザ地区内でハマースによる拷問を受けたのちに死亡したことが、10月30日に発表された。